# Rutiderma compressa
Rutiderma compressa är en kräftdjursart som beskrevs av Brady och Norman 1896. Rutiderma compressa ingår i släktet Rutiderma och familjen Rutidermatidae. Inga underarter finns listade i Catalogue of Life.